# Peugeot Typ 34
Der Peugeot Typ 34 ist ein frühes Automodell des französischen Automobilherstellers Peugeot, von dem von 1901 bis 1902 im Werk Audincourt 43 Exemplare produziert wurden.
Die Fahrzeuge besaßen einen Zweizylinder-Viertaktmotor eigener Fertigung, der im Heck liegend angeordnet war und über Kette die Hinterräder antrieb. Der Motor leistete zwischen 7 und 12 PS.
Bei einem Radstand von 210 bis 244 cm betrug die Fahrzeuglänge 310 bis 400 cm, die Fahrzeugbreite 170 bis 210 cm und die Fahrzeughöhe 180 bis 240 cm. Die Karosserieform offener Lieferwagen bot Platz für zwei Personen.